# Decretos Reais, Vol. 2
Decretos Reais, Vol. 2 é o oitavo extended play (EP) e o segundo lançamento póstumo da cantora e compositora brasileira Marília Mendonça, lançado em 9 de dezembro de 2022, através da Som Livre.

## Gravação
Assim como o primeiro trecho do projeto, lançado em julho, o álbum conta com faixas extraídas da live "Serenata", realizada pela cantora em 15 maio de 2021.

## Lista de faixas
Todas as faixas produzidas por Júnior Campi e Elvis Tcherr.
| N.º            | Título                | Compositor(es)                                                                          | Duração |  |
| 1.             | "Leão"                | Xamã                                                                                    | 2:46    |  |
| 2.             | "Pra Falar a Verdade" | Peninha Regis Danese                                                                    | 4:12    |  |
| 3.             | "Morango do Nordeste" | Fernando Alves Walter de Afogados                                                       | 5:12    |  |
| 4.             | "Café da Manhã"       | Erasmo Carlos Roberto Carlos                                                            | 3:53    |  |
| 5.             | "Nem É Bom Lembrar"   | César Augusto Zezé Di Camargo                                                           | 4:37    |  |
| 6.             | "Uma Vida a Mais"     | Gabriel Agra Juliano Tchula Maraisa Marília Mendonça Mats Arne Persson Per Hakan Gessle | 3:44    |  |
| Duração total: | Duração total:        | Duração total:                                                                          | 24:25   |  |

## Futuros lançamentos
Além das músicas cantadas na live "Serenata" ainda há a live Lado B e Cachaça Cabaré 4 (estilizada como #LiveCachacaCabare4) que tem a participação da cantora e que possivelmente pode servir como fonte para que sejam extraídas músicas para futuros álbuns póstumos de Marília.
Além das lives, previsto para o dia 2 de fevereiro, é o feat com Guilherme e Santiago, no DVD Perfume Novo. O nome da música inédita é Se Ele Soubesse, composta por Matheus Di Padua e Miguell. Essa foi a última gravação da cantora antes do acidente. 

## Repercussão
No dia 7 de janeiro de 2023 a música "Leão" (que foi lançada originalmente em dezembro de 2020, em parceria com o rapper Xamã) alcançou o primeiro lugar no Spotify Brasil, escutada 1.558.220 vezes em apenas 24 horas, no mesmo dia, a faixa alcançou 18 milhões de players apenas no Spotify, e no Youtube 16 milhões. No dia 8 de janeiro de 2023 a música entrou no Top Global (Spotify) na 50° posição, e em seu canal oficial do Youtube atingiu 21 milhões de visualizações.  No dia 16 de janeiro de 2023 a música atingiu a posição #36 no Top Global (Spotify) e permaneceu em primeiro lugar no Top Spotify (Brasil), e bateu recorde de música em língua portuguesa mais executada em 24 horas, com  2,4 milhões de players apenas no Spotify. No dia 18 de fevereiro de 2023, a música atingiu um novo recorde e se tornou a música em língua portuguesa mais rápida já lançada a atingir a marca de 100 milhões de streams no Spotify, sendo em apenas 70 dias de lançamento. A música já figurou entre as dez músicas mais visualizadas no YouTube Global numa única semana e já conta com mais de 230 milhões de visualizações no Youtube. No dia 16 de setembro de 2023, a música juntou o montante de 300 milhões de streams no Spotify, sendo a segunda música solo interpretada por uma artista brasileira mais rápida a atingir a marca (280 dias), atrás apenas de Envolver, da cantora Anitta.